# Фирма (роман)
«Фирма» (англ. The Firm) — юридический триллер американского писателя Джона Гришэма, написанный в 1991 году. В том же году вышло в свет издание романа в жёсткой обложке (издательство Random House). Входит в американскую версию «100 лучших детективных романов всех времен». Роман вошёл в список бестселлеров по версии Publishers Weekly за 1991 год. В 1993 году вышел одноимённый фильм режиссёра Сидни Поллака, снятый по мотивам романа.

## Описание сюжета
Молодой честолюбивый выпускник Гарварда Митчел Макдир поступает на работу в небольшую юридическую фирму в Мемфисе, получив от них совершенно фантастическое предложение. Он рьяно включается в работу. Погибают юристы фирмы: Ходж и Козински. Митч узнаёт, что кроме них погибли ещё трое юристов фирмы. С ним вступает в контакт агент ФБР Уэйн Тарранс и говорит, что коллегам Митча нельзя доверять, а гибель Ходжа и Козински была не случайной. На Каймановых островах Митч расспрашивает инструктора Гарри Эбанкса, чьими услугами пользовались Ходж и Козински и нанимает детектива Эдди Ломакса, для расследования обстоятельства гибели пятерых юристов. Ломакс находит подозрительные факты, но его тоже убивают. Директор ФБР Войлз тайно встречается с Митчем и рассказывает ему, что настоящий владелец фирмы — чикагский мафиозный клан Моролто. Раз в год они нанимают молодого, женатого и бедного выпускника, забрасывают его деньгами, а через несколько лет, после того как юрист обзавелся детьми и взял кредиты, рассказывают ему правду и втягивают его в работу по отмыванию денег мафии. Пятеро юристов фирмы, пожелавших её оставить, были убиты. Войлз предлагает сотрудничество и заявляет, что в случае отказа сотрудничать, они всё равно рано или поздно добьются своей цели и посадят Митча с остальными. 
Макдир идёт на сделку с ФБР, выговаривая себе два миллиона долларов и освобождение своего брата Рэя. Митч и его жена Эбби решают бежать после завершения сделки и не жить в вечном страхе под защитой ФБР. К Митчу обращается Тэмми Хэмфил, секретарша Ломакса и они проворачивают дерзкий план: Тэмми соблазняет начальника Митча Эйвери Толара, приехавшего на Каймановы острова. Она подмешивает ему в стакан снотворное, после чего открывает хранилище документов фирмы, вместе с Эбби копирует почти все документы и делает дубликаты с ключей Эйвери. Митч открывает шкаф с секретными документами в кабинете Толара и копирует документы, находящиеся там. Однако он не знает, что информация о работе ксероксов записывается службой безопасности фирмы. Это усиливает подозрения мафии, Моролто обращаются к клану Палумбо, у которых есть информатор в руководстве ФБР. Информатор выдаёт Митча. Агенты арестовывают предателя и передают Митчу сигнал тревоги: он и его жена обращаются в бегство, к ним присоединяется Рэй, бежавший из тюрьмы с помощью ФБР. Митч крадёт 10 миллионов со счёта мафии, привозит собранные документы в мотель на берегу моря и несколько дней подряд даёт показания перед видеокамерой, разъясняя грязные финансовые махинации фирмы, в то время как мафия и ФБР обшаривают всё побережье. Закончив давать показания, Макдиры с помощью Эбанкса бегут с побережья и на купленной через Эбанкса шхуне уплывают прочь, найдя приют у австралийца Джорджа, который после удачного ограбления банка полжизни укрывается на Карибском море, построив себе дом в безлюдном месте и курсируя на яхте от острова к острову. Джордж советует Митчу поступить таким же образом.

## Критика романа
Литературный критик Мэрилин Стасио написала в газете The New York Times что «Мистер Гришэм, юрист по уголовным делам, пишет об окольной юридической практике фирмы с таким вкусом, что его роман может быть воспринят амбициозными студентами, изучающими налоговое право, как руководство к действию».